# كيث ستوك
كيث ستوك (بالإنجليزية: Keith Stock) هو منافس ألعاب قوى بريطاني، ولد في 18 مارس 1957.

## وصلات خارجية
- كيث ستوك على موقع الاتحاد الدولي لألعاب القوى (الإنجليزية)
- كيث ستوك على موقع أوليمبيديا (الإنجليزية)